# Testul Cooper
Testul Cooper este un test de fitness, proiectat de către doctorul Kenneth H. Cooper în 1968, pentru armata Americană. În forma originală, țelul testului este de a alerga pe cât de departe posibil, în 12 minute. Testul este menit să măsoare starea persoanei, rezultatele acesteia fiind utilizate în sport sau pentru scopuri medicale, prin urmare, se presupune a se alerga într-un ritm constant și nu sprinturi sau alergat rapid. Rezultatul se bazează pe distanța alergată de persoana testată, vârstă și sex. Rezultatele pot fi corelate cu VO2 max - capacitatea maximă a organismului unui individ de a transporta și de a folosi oxigen în timpul exercițiului incremental, care reflectă condiția fizică a individului. Kenneth Cooper a creat mai mult de 30 de astfel de teste, dar aceasta este utilizat pe scară largă în sporturile profesionale, cum ar fi fotbalul. În timpul testului sunt activate două treimi din masa musculară. 
Pentru comparație, deținătorul recordului mondial Kenenisa Bekele, a alergat 5.000 m în 12:37.35,. Acesta înseamnă că în 12 minute el a ajuns la o distanță de aproximativ 4750 de metri. 

## Interpretarea rezultatelor
Următorul tabel este un exemplu din multele tabele care există pentru evaluarea testului:
| Varstă | M/F | Foarte bun | Bun           | Mediu         | Rău           | Foarte rău |
| ------ | --- | ---------- | ------------- | ------------- | ------------- | ---------- |
| 13-14  | M   | 2700+ m    | 2400 - 2700 m | 2200 - 2399 m | 2100 - 2199 m | 2100- m    |
| 13-14  | F   | 2000+ m    | 1900 - 2000 m | 1600 - 1899 m | 1500 - 1599 m | 1500- m    |
| 15-16  | M   | 2800+ m    | 2500 - 2800 m | 2300 - 2499 m | 2200 - 2299 m | 2200- m    |
| 15-16  | F   | 2100+ m    | 2000 - 2100 m | 1700 - 1999 m | 1600 - 1699 m | 1600- m    |
| 17-20  | M   | 3000+ m    | 2700 - 3000 m | 2500 - 2699 m | 2300 - 2499 m | 2300- m    |
| 17-20  | F   | 2300+ m    | 2100 - 2300 m | 1800 - 2099 m | 1700 - 1799 m | 1700- m    |
| 20-29  | M   | 2800+ m    | 2400 - 2800 m | 2200 - 2399 m | 1600 - 2199 m | 1600- m    |
| 20-29  | F   | 2700+ m    | 2200 - 2700 m | 1800 - 2199 m | 1500 - 1799 m | 1500- m    |
| 30-39  | M   | 2700+ m    | 2300 - 2700 m | 1900 - 2299 m | 1500 - 1899 m | 1500- m    |
| 30-39  | F   | 2500+ m    | 2000 - 2500 m | 1700 - 1999 m | 1400 - 1699 m | 1400- m    |
| 40-49  | M   | 2500+ m    | 2100 - 2500 m | 1700 - 2099 m | 1400 - 1699 m | 1400- m    |
| 40-49  | F   | 2300+ m    | 1900 - 2300 m | 1500 - 1899 m | 1200 - 1499 m | 1200- m    |
| 50+    | M   | 2400+ m    | 2000 - 2400 m | 1600 - 1999 m | 1300 - 1599 m | 1300- m    |
| 50+    | F   | 2200+ m    | 1700 - 2200 m | 1400 - 1699 m | 1100 - 1399 m | 1100- m    |

| Gen      | Foarte bun | Bun           | Mediu         | Rău           | Foarte rău |
| -------- | ---------- | ------------- | ------------- | ------------- | ---------- |
| Masculin | 3700+ m    | 3400 - 3700 m | 3100 - 3399 m | 2800 - 3099 m | 2800- m    |
| Feminin  | 3000+ m    | 2700 - 3000 m | 2400 - 2699 m | 2100 - 2399 m | 2100- m    |